# Podwólcze (Tryńcza)
Podwólcze – osada wsi Tryńcza w Polsce położona w województwie podkarpackim, w powiecie przeworskim, w gminie Tryńcza, w sołectwie Tryńcza.
W latach 1975–1998 osada położona była w województwie przemyskim.
Podwólcze leży przy drodze wojewódzkiej nr 835. W pobliżu, w Wólce Małkowej jest linia kolejowa nr 68 i przystanek kolejowy „Tryńcza” z torem mijankowym.
Podwólcze należy do Tryńczy i obejmuje 38 domów, znajdujących się przy granicy zabudowań Wólki Małkowej, z którą stanowi jednolity i zwarty ciąg zabudowy.